# Kilkelly
Kilkelly is een plaats in het Ierse graafschap County Mayo. De plaats telt 389 inwoners.